# Dendropsophus phlebodes
Dendropsophus phlebodes es una especie de anfibios de la familia Hylidae.
Habita en Colombia, Costa Rica, Nicaragua y Panamá.
Sus hábitats naturales incluyen bosques tropicales o subtropicales secos y a baja altitud, marismas de agua dulce, corrientes intermitentes de agua, jardines rurales y zonas previamente boscosas ahora muy degradadas
Está amenazada de extinción por la destrucción de su hábitat natural.